# Huarochirí-manuscript

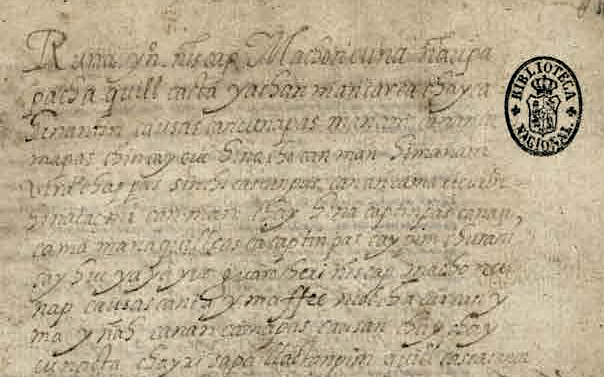

Het Huarochirí-manuscript is een  manuscript uit de late 16e eeuw in de Quechua-taal, over mythen en tradities. Het is vernoemd naar de Huarochirí, een volk van indianen in de provincie Huarochirí in de regio Lima in Peru. Ze bewonen de westelijke flank van de Peruaanse Andes. 

## Pariacaca en zijn zoon Huataya Curi
Hun oppergod is Pariacaca, waarnaar een besneeuwde bergtop is vernoemd. In een tijd van chaos verschenen er vijf eieren op de toppen van de berg Condor Coto. Zij bevatten de god Pariacaca. Hij verscheen in de gedaante van vijf valken, die de halve wereld rondvlogen en daarna in mensen veranderden. Hij was een god van bergen, water en wind en in meerdere verhalen veroorzaakte hij grote overstromingen.
Aan de voet van de bergen woonde de arme boer Huataya Curi, de zoon van Pariacaca. Tijdens een droom hoorde Hutaya Curi dat een rijke man, Tamtanamaka, leed aan een ongeneeslijke ziekte, veroorzaakt door de ontrouw van zijn vrouw. Een korrel geroosterde maïs was uit het vuur gesprongen, had haar 'op haar intiemste plekje verschroeid', werd aan de man die ze begeerde gegeven en ze waren minnaars geworden. De maïskorrel verwekte een afzichtelijke, tweekoppige pad, die onder Tamtanamka's maalsteen ging liggen en 'sinds hun vereniging hingen er twee slangen aan Tamtanamka's dakrand die al zijn kracht opslokten.'
Huataya Curi besloot de man te gaan genezen en met diens mooie dochter te trouwen. Hij vertelde Tamtanamka dat hij de pad en slangen moest doden en eer bewijzen aan Pariacaca, die de volgende dag zou worden geboren. Zo werd Tamtanamka genezen en Huataya Curi trouwde. Zijn zwager was daar niet blij mee en daagde hem uit tot verschillende krachtmetingen: een muziek- en drinkwedstrijd, verkleedwedstrijd, het 'dragen van exotische leeuwenhuiden' en een bouwwedstrijd. Huataya Curi won met de hulp van zijn vader Pariacaca. Toen daagde Hutaya Curi zijn zwager uit tot een danswedstrijd, waarbij hij zijn zwager en zijn vrouw in herten veranderde. De herten vluchtten. Hij kreeg de vrouw te pakken, 'zette haar ondersteboven, zodat haar kleding afzakte en haar billen bloot kwamen. Daarna versteende hij haar' en sindsdien kijkt elke voorbijganger naar haar. 

## Paradijs
Ooit leefden de Huarochiri in een vruchtbaar paradijs. Ze werden toen geregeerd door twee huaca's, heilige mannen of goden, Yana Namca en Tuta Namca. Toen greep een derde huaca, Huallallo Caruincho, de macht. Hij legde strenge wetten op en at een van de twee kinderen, die vrouwen nog maar mochten baren, op. Het land was welvarend, maar 'werd echter beheerst door het boze'. Toen Pariacaca uit zijn vijf eieren kwam, overwon hij Huallallo Caruincho en verjoeg de Huarochiri naar drogere streken.
Volgens Francisco de Avila werden de vruchtbare streken Yunca of Ande genoemd. In andere versies heetten ze de anti-landen, 'volgens deskundigen mogelijk een algemene term voor de warme gebieden in het laagland.'